# Реакция Коновалова

Реакция Коновалова

Реа́кция Конова́лова — химическая реакция, заключающаяся в нитровании органических алифатических, алициклических и жирноароматических соединений разбавленной азотной кислотой при повышенном или нормальном давлении (свободнорадикальный механизм).
Реакция с алканами впервые была осуществлена русским химиком-органиком М. И. Коноваловым в 1888 году (по другим данным, в 1899 году) с 10—25%-ной кислотой в запаянных ампулах при температуре 140 °C.

## Механизм реакции
Обычно образуется смесь первичных, вторичных и третичных нитросоединений. Жирноароматические соединения легко нитруются в α-положение боковой цепи. В побочных реакциях образуются нитраты, нитриты, нитрозосоединения- и полинитросоединения.
В промышленности реакцию проводят в паровой фазе. Этот процесс был разработан Х. Гессом (1930). Пары алкана и азотной кислоты на 0,2—2 секунды нагревают до 420—480 °C, затем следует быстрое охлаждение. Из метана образуется нитрометан, а его гомологи нитруются с разрывом связей C—C и образованием смеси нитроалканов. Эту смесь разделяют ректификацией.
Активный радикал в этой реакции — O2NO·, продукт термического расщепления азотной кислоты. Механизм реакции нитрования:
{\displaystyle {\mathsf {2HNO_{3}{\xrightarrow[{}]{^{o}t}}O_{2}NO\cdot +NO_{2}\cdot +H_{2}O}}}
{\displaystyle {\mathsf {RH+O_{2}NO\cdot \rightarrow R\cdot +HONO_{2}}}}
{\displaystyle {\mathsf {R\cdot +NO_{2}\cdot \rightarrow RNO_{2}}}}

## Применение
Данная реакция широко используется в органической химии для получения многих органических нитросоединений.